# Kimberly Guilfoyle

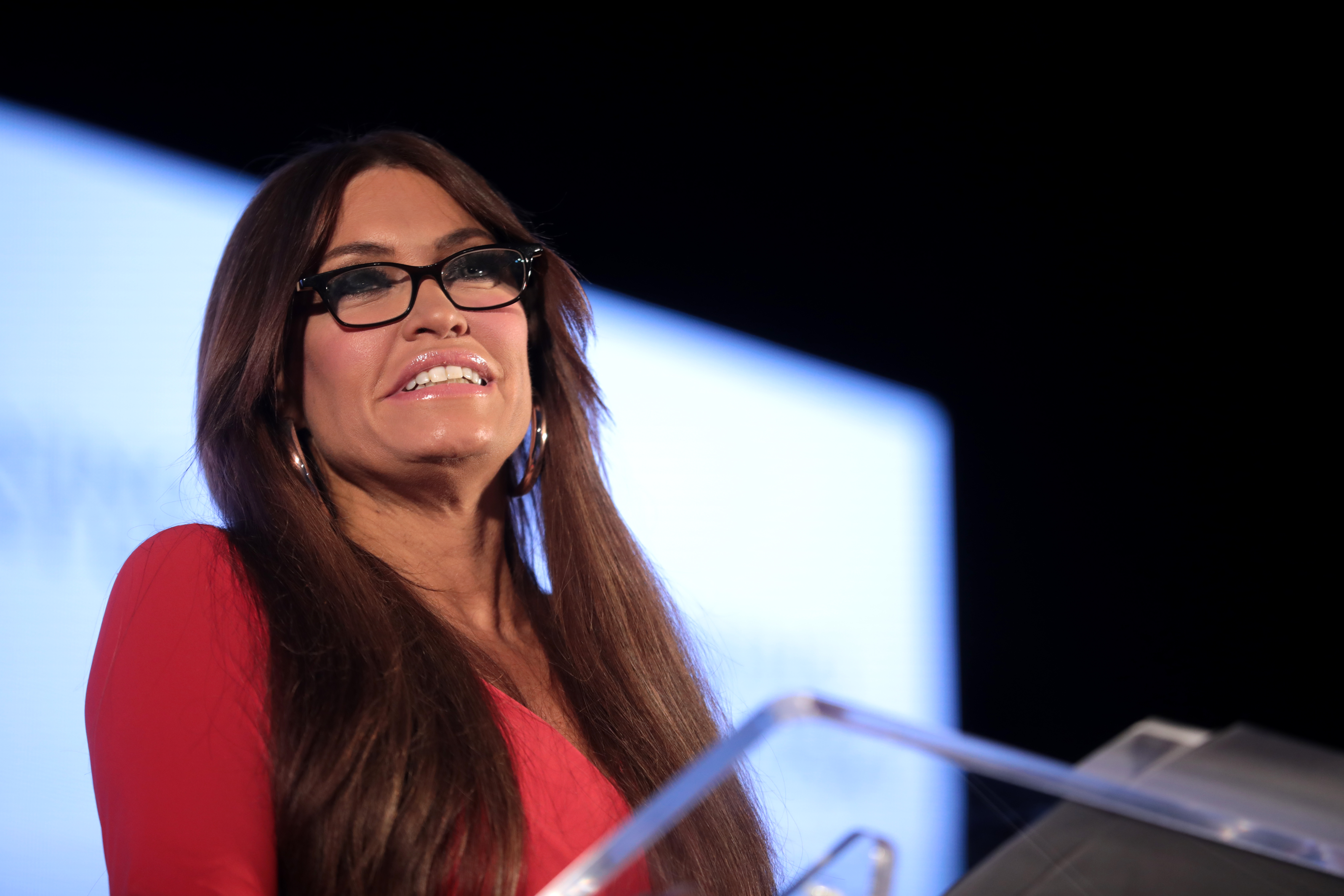
Kimberly Guilfoyle 2019 auf einem Turning-Point-USA-Event, Washington, D.C.

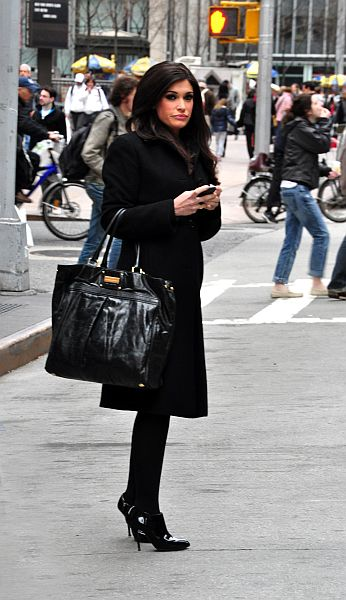
Kimberly Guilfoyle 2011 in New York City

Kimberly Guilfoyle [ˈɡɪlfɔɪl] (* 9. März 1969 in San Francisco, Kalifornien) ist eine US-amerikanische Journalistin, ehemalige Staatsanwältin und Moderatorin der Fox-News-Sendung The Five. Donald Trump designierte sie im Dezember 2024 zur Botschafterin in Griechenland.

## Leben
Guilfoyle graduierte mit dem Abschluss magna cum laude an der University of California und schloss als Juris Doctor an der University of San Francisco ab.
Sie war zunächst Staatsanwältin in San Francisco und Los Angeles. 
Im TV war sie für die CNN-Sendung Anderson Cooper 360° tätig, bevor sie zu Fox News wechselte. Dort moderierte sie die Sendung The Five, war regelmäßiger Gast bei The O'Reilly Factor und Gastmoderatorin bei Hannity, On the Record, Justice with Judge Jeanine und Fox & Friends. Im Juli 2018 verließ sie den Sender Fox News, nachdem Vorwürfe von sexueller Belästigung am Arbeitsplatz gegen sie erhoben wurden.
Im Mai 2017 wurde sie von der New York Times und dem Sender CNN als mögliche Nachfolgerin für den Pressesprecher des Weißen Hauses unter Donald Trump, Sean Spicer, genannt.
Nach ihrem Weggang von Fox News trat sie als Vice-Chairwoman in den Dienst der Wiederwahlkampagne des US-Präsidenten Donald Trump. Sie sprach unter anderem während der Republican National Convention 2024.
Nach Trumps Wahlsieg im November 2024 teilte er am 10. Dezember des Jahres mit, dass er Kimberly Guilfoyle zur US-Botschafterin in Griechenland ernennen wolle.

## Privatleben
2001 heiratete sie Gavin Newsom, der 2003 zum Bürgermeister von San Francisco gewählt wurde. Sie war First Lady der Stadt. Im Januar 2005 reichte sie die Scheidung ein; die Ehe endete im Februar 2006.
Im Mai 2006 heiratete sie Eric Villency in Barbados. Am 4. Oktober 2006 wurde ihr Sohn geboren. Guilfoyle und Villency gaben im Juni 2009 ihre Trennung bekannt; die Scheidung wurde noch im selben Jahr vollzogen.
Guilfoyle war ab 2018 in einer Beziehung mit Donald Trump Jr. Die Verlobung des Paares wurde Anfang 2022 bekannt. Unmittelbar bevor Donald Trump erklärte, sie zur Botschafterin ernennen zu wollen, wurde Ende 2024 der Bruch zwischen ihr und seinem Sohn bekannt.